# Десять негритят (фильм, 1974)
«Десять негритят» (нем. Ein Unbekannter rechnet ab, англ. And Then There Were None или Ten Little Indians) — детективный фильм международного производства по мотивам одноимённого романа Агаты Кристи, режиссёр Питер Коллинсон. Первая цветная экранизация/адаптация романа.

## Сюжет
Десять незнакомых человек, когда-то совершивших преступления, повлёкшие смерть людей, доставляют вертолётом в отель посреди пустыни в Иране. Там голос с аудиозаписи обвиняет их в убийствах, и затем кто-то убивает их в соответствии с детской считалочкой…

## В ролях
Ряд персонажей фильма изменён по сравнению с книгой-первоисточником; в таблице приведено описание преступления согласно фильму и наиболее близкий эквивалент из романа (по преступлению, порядку или форме смерти):
| Актёр                               | Роль                                                                                             | Эквивалент в романе         |
| ----------------------------------- | ------------------------------------------------------------------------------------------------ | --------------------------- |
| Шарль Азнавур                       | артист Мишель Равен (переехал двух человек в Париже, управляя автомобилем в состоянии опьянения) | Тони Марстон                |
| Стефан Одран                        | актриса Илона Морган (погубила своего мужа «наиболее хладнокровным и жестоким образом»)          | Эмили Брент                 |
| Эльке Зоммер                        | секретарша Вера Клайд (отравила жениха своей сестры)                                             | Вера Клейторн               |
| Герт Фрёбе                          | полицейский чиновник Вильгельм Блор (подставил невиновного, умершего в тюрьме)                   | экс-полицейский Уильям Блор |
| Герберт Лом                         | доктор Эдвард Армстронг (погубил женщину, оперируя в состоянии опьянения)                        | доктор Эдвард Армстронг     |
| Оливер Рид                          | бизнесмен Хью Ломбард (убил беременную от него любовницу)                                        | Филип Ломбард               |
| Ричард Аттенборо                    | судья Артур Кэннон (согласно аудиозаписи: приговорил невиновного к повешению)                    | судья Лоуренс Джон Уоргрейв |
| Мария Ром                           | служанка Эльза Мартино (помогла мужу погубить больную хозяйку)                                   | Этель Роджерс               |
| Альберто де Мендоса                 | слуга Отто Мартино (погубил больную хозяйку, включившую его с женой в завещание)                 | Томас Роджерс               |
| Адольфо Чели                        | генерал Андре Сальве (погубил пятерых своих подчинённых)                                         | генерал Джон Макартур       |
| Орсон Уэллс                         | Голос с пластинки                                                                                |                             |
| Насер Малек Моти Naser Malek Motiei | Полицейский не указан в титрах                                                                   |                             |
| Сепидех                             | не указана в титрах                                                                              |                             |

## Съемочная группа и особенности производства
Съёмки проводили в Исфахане (Иран) в старинной гостинице «Шах Аббас», восходящей к караван-сараю времён Солтана Хусейна (ныне Abbasi Hotel).